# 拉拉古纳 (贝拉瓜斯省)
拉拉古纳是巴拿马贝拉瓜斯省卡洛弗雷区的一个城市，2010年是人口为774。 该市2000年时人口为1,033，1990年时人口为881。